# Tiago PZK
Tiago PZK (castellà: Tiago Uriel Pacheco Lezcano)  (Monte Grande, 3 d'agost de 2001) és un cantant i compositor argentí. Tiago usa el sufix PZK en honor al seu equip de freestyle a l'Argentina, Pateando Zones Crew.
Tiago va créixer a Monte Grande, al sud del conurbà bonaerense. Posteriorment, es mudaria al barri Santa Isabel, amb la seva mare i la seva germana.
Als 15 anys, es va consagrar campió de la Batalla de Mestres (BDM). A més d'aquest, va participar en altres batalles com la God Level, Nike Battle Force, Supremacia, GoldBattle i El Quinto Escalón. Va començar a guanyar notorietat al voltant de 2016 amb la seva participació a batalles locals de rap a l'Argentina i el seu tema autoeditat, «Andamo en la cima».
L'any 2019, va signar un contracte amb SyP Recors a l'Argentina, i va cridar l'atenció del promotor de concerts Phil Rodríguez, director executiu de Move Concerts, un dels majors promotors independents d'Amèrica Llatina. Al 2022, va signar un contracte discogràfic amb Warner Music Latina.
Al gener de 2022, es va convertir en l'artista amb més número 1 a la llista de Billboard Argentina Hot 100, amb quatre senzills:«No me conocen (Remix)», «Además de Mi (Remix)», «Entre nosotros» i «Salimo de noche».
Segons Billboard, la música de Tiago «desafia la categorització, sovint passant del R&B i fins i tot del pop al rap; en lloc de recórrer a les lletres sexualment explícites, ell s'inclina més cap a l'amor i la pèrdua i les seves pròpies experiencies amb la fama». Tiago ha citat a Daddy Yankee i Justin Bieber com les seves majors influències musicals.

## Filmografia
- Cato (2021), com Gabriel «Cato» (rol protagonista)[6]

## Discografia

### Àlbum d'estudi
| Títol           | Detalls | Posicionament en llistes |
| Títol           | Detalls | ESP                      |
| --------------- | --- | ------------------------ |
| Portales        | - Llançament: 21 de juliol de 2022 - Discogràfica: Warner Music Latina - Formats: Descàrrega digital i streaming | 11                       |
| Portales deluxe | - Llançament: 30 de març de 2023 - Discogràfica: Warner Music Latina - Formats: Descàrrega digital i streaming   | 18                       |

### EP
- 2019: Valor de calle ((juntament amb Emkier)[8])

### Bandes sonores
- 2021: Cato Soundtrack[9]

| Any                                                                                             | Títol                                                                                     | Millor posició a les llistes | Millor posició a les llistes | Millor posició a les llistes | Millor posició a les llistes | Millor posició a les llistes | Millor posició a les llistes | Millor posició a les llistes | Millor posició a les llistes | Millor posició a les llistes | Certificacions                                                                   | Álbum               |
| Any                                                                                             | Títol                                                                                     | ARG                          | BOL                          | CRC                          | ESP                          | MEX Pop                      | NIC                          | PAR                          | PER                          | URU                          | Certificacions                                                                   | Álbum               |
| ----------------------------------------------------------------------------------------------- | ----------------------------------------------------------------------------------------- | ---------------------------- | ---------------------------- | ---------------------------- | ---------------------------- | ---------------------------- | ---------------------------- | ---------------------------- | ---------------------------- | ---------------------------- | -------------------------------------------------------------------------------- | ------------------- |
| 2018                                                                                            | «Nadie es mejor»                                                                          | —                            | —                            | —                            | —                            | —                            | —                            | —                            | —                            | —                            |                                                                                  | Sense àlbum         |
| 2018                                                                                            | «Bandolero»                                                                               | —                            | —                            | —                            | —                            | —                            | —                            | —                            | —                            | —                            |                                                                                  | Sense àlbum         |
| 2019                                                                                            | «Sola»                                                                                    | 38                           | —                            | —                            | —                            | —                            | —                            | —                            | —                            | —                            |                                                                                  | Cato Soundtrack     |
| 2020                                                                                            | «En la oscuridad» (amb Emkier)                                                            | —                            | —                            | —                            | —                            | —                            | —                            | —                            | —                            | —                            |                                                                                  | Sense àlbum         |
| 2020                                                                                            | «Papichulo» (amb Emkier, Krom y Lucas Beguerie)                                           | —                            | —                            | —                            | —                            | —                            | —                            | —                            | —                            | —                            |                                                                                  | Sense àlbum         |
| 2020                                                                                            | «Viento»                                                                                  | —                            | —                            | —                            | —                            | —                            | —                            | —                            | —                            | —                            |                                                                                  | Sense àlbum         |
| 2020                                                                                            | «Cerca de ti» (amb Rusherking)                                                            | 20                           | —                            | —                            | —                            | —                            | —                            | —                            | —                            | —                            |                                                                                  | Sense àlbum         |
| 2020                                                                                            | «Además de mí» (amb Rusherking; remix amb Khea, Duki, María Becerra i Lit Killah)         | 1                            | —                            | —                            | 42                           | —                            | —                            | 44                           | —                            | —                            | - Capif: ×3 platino                                                              | Sense àlbum         |
| 2021                                                                                            | «Flow de barrio»                                                                          | —                            | —                            | —                            | —                            | —                            | —                            | —                            | —                            | —                            |                                                                                  | Portales            |
| 2021                                                                                            | «Yo sé que tú» (amb Rusherking, FMK i Lit Killah)                                         | 18                           | —                            | —                            | —                            | —                            | —                            | —                            | —                            | —                            | - Capif: ×3 platino                                                              | Desde el espacio    |
| 2021                                                                                            | «Házmelo»                                                                                 | 67                           | —                            | —                            | —                            | —                            | —                            | —                            | —                            | —                            |                                                                                  | Sense àlbum         |
| 2021                                                                                            | «Cázame» (amb María Becerra)                                                              | 6                            | —                            | —                            | —                            | —                            | —                            | —                            | —                            | 13                           |                                                                                  | Animal              |
| 2021                                                                                            | «Prende la cámara» (amb FMK; remix amb Mau & Ricky)                                       | 18                           | —                            | —                            | —                            | —                            | —                            | 53                           | —                            | —                            | - Capif: platino                                                                 | Desde el espacio    |
| 2021                                                                                            | «Loco»                                                                                    | 15                           | —                            | —                            | —                            | —                            | —                            | —                            | —                            | —                            | - Unimpro: Oro                                                                   | Cato Soundtrack     |
| 2021                                                                                            | «Entre nosotros» (amb Lit Killah)                                                         | 1                            | 10                           | 12                           | 37                           | —                            | 13                           | 11                           | 6                            | 14                           | - Capif: ×2 Platino - Amprofon: ×2 platino - Promusicae: oro - Unimpro: Diamante | Portales            |
| 2021                                                                                            | «Rápido lento» (amb Emilia)                                                               | 2                            | —                            | —                            | —                            | —                            | —                            | 70                           | —                            | —                            | - Capif: ×2 platino - CUD: ×2 platino                                            | ¿Tú crees en mí?    |
| 2021                                                                                            | «Salimo de noche» (amb Trueno)                                                            | 1                            | —                            | —                            | 8                            | 24                           | —                            | 1                            | 15                           | —                            | - Capif: ×2 platino - Promusicae: platino - Unimpro: ×2 platino                  | Portales            |
| 2021                                                                                            | «Cuando me ves» (amb Dani Riba)                                                           | 82                           | —                            | —                            | —                            | —                            | —                            | —                            | —                            | —                            |                                                                                  | Sense àlbum         |
| 2021                                                                                            | «Tiago PZK: BZRP Music Sessions, Vol. 48» (amb Bizarrap)                                  | 3                            | —                            | —                            | 3                            | —                            | —                            | 1                            | 8                            | —                            | - Promusicae: platino                                                            | Sense àlbum         |
| 2022                                                                                            | «Entre nosotros (remix)» (amb amb Lit Killah, María Becerra i Nicki Nicole)               | 1                            | 5                            | 15                           | 10                           | 20                           | 12                           | 10                           | 1                            | —                            | - Promusicae: oro - Unimpro: ×3 platino                                          | Sense àlbum         |
| 2022                                                                                            | «Now» (amb Rusherking)                                                                    | 15                           | —                            | —                            | —                            | —                            | —                            | —                            | —                            | —                            |                                                                                  | Sense àlbum         |
| 2022                                                                                            | «Hablando de love»                                                                        | 47                           | —                            | —                            | —                            | —                            | —                            | —                            | —                            | —                            |                                                                                  | Sense àlbum         |
| 2022                                                                                            | «Nos comemos» (amb Ozuna)                                                                 | 14                           | —                            | —                            | 22                           | —                            | —                            | —                            | —                            | —                            | - Promusicae: platino                                                            |                     |
| 2022                                                                                            | «Casa de chapa»                                                                           | —                            | —                            | —                            | —                            | —                            | —                            | —                            | —                            | —                            |                                                                                  | Portales            |
| 2022                                                                                            | «Traductor» (amb Mike Towers)                                                             | 17                           | —                            | —                            | 33                           | —                            | —                            | —                            | —                            | —                            | - Promusicae: platino                                                            | Portales            |
| 2022                                                                                            | «Sex & Love» (amb Rvssan)                                                                 | 44                           | —                            | —                            | —                            | —                            | —                            | —                            | —                            | —                            |                                                                                  | Portales            |
| 2022                                                                                            | «El último beso» (amb Tini)                                                               | 7                            | —                            | —                            | —                            | —                            | —                            | 11                           | —                            | 1                            |                                                                                  | Cupido              |
| 2022                                                                                            | «Hood (remix)» (amb Trueno)                                                               | 15                           | —                            | —                            | —                            | —                            | —                            | —                            | —                            | —                            |                                                                                  | Sense àlbum         |
| 2022                                                                                            | «Fiera» (amb Cris MJ)                                                                     | —                            | —                            | —                            | —                            | —                            | —                            | —                            | —                            | —                            |                                                                                  | Welcome To My World |
| 2022                                                                                            | «Delincuente» (amb Yandel)                                                                | —                            | —                            | —                            | —                            | —                            | —                            | —                            | —                            | —                            |                                                                                  | Sense àlbum         |
| 2023                                                                                            | «Bemaste»                                                                                 | 70                           | —                            | —                            | —                            | —                            | —                            | —                            | —                            | —                            |                                                                                  |                     |
| 2023                                                                                            | «Slow»                                                                                    | —                            | —                            | —                            | —                            | —                            | —                            | —                            | —                            | —                            |                                                                                  |                     |
| 2023                                                                                            | «Que se parezca a ti»                                                                     | 62                           | —                            | —                            | —                            | —                            | —                            | —                            | —                            | —                            |                                                                                  |                     |
| 2023                                                                                            | «Me olvidé»                                                                               | —                            | —                            | —                            | —                            | —                            | —                            | —                            | —                            | —                            |                                                                                  |                     |
| 2023                                                                                            | «Para amarte a ti» (amb Khea)                                                             | 50                           | —                            | —                            | —                            | —                            | —                            | —                            | —                            | —                            |                                                                                  | Serotonina          |
| 2023                                                                                            | «Me enteré» (amb Tini)                                                                    | 6                            | —                            | —                            | 77                           | —                            | —                            | —                            | —                            | —                            |                                                                                  | Sense àlbum         |
| 2023                                                                                            | «Los del espacio» (amb Lit Killah, Duki, FMK, Rusherking, Emilia, María Becerra, Big One) | 1                            | —                            | —                            | 3                            | —                            | —                            | 1                            | 6                            | 1                            | - Capif: ×2 platino - Promusicae: ×3 platino                                     |                     |
| 2023                                                                                            | «Como yo» (amb Marshmello)                                                                | 48                           | —                            | —                            | —                            | —                            | —                            | —                            | —                            | 16                           |                                                                                  | Sugar papi          |
| 2023                                                                                            | «Asqueroso»                                                                               | 42                           | —                            | —                            | —                            | —                            | —                            | —                            | —                            | —                            |                                                                                  | Sense àlbum         |
| 2023                                                                                            | «Mi ciudad» (amb YSY A i Bhavi)                                                           | 38                           | —                            | —                            | —                            | —                            | —                            | —                            | —                            | —                            |                                                                                  |                     |
| 2023                                                                                            | «Ella tiene» (amb Nathy Peluso)                                                           | 66                           | —                            | —                            | 50                           | —                            | —                            | —                            | —                            | —                            |                                                                                  |                     |
| 2023                                                                                            | «Luxxx» (amb Lit Killah i Big One)                                                        | —                            | —                            | —                            | —                            | —                            | —                            | —                            | —                            | —                            |                                                                                  |                     |
| «—» denota una gravació que o bé no es va registrar o bé no es va llençar a l'estat en qüestió. |                                                                                           |                              |                              |                              |                              |                              |                              |                              |                              |                              |                                                                                  |                     |

## Premis i nominacions
| Any  | Premis                   | Categoría                             | Nominació a                               | Resultat  | Ref.   |
| ---- | ------------------------ | ------------------------------------- | ----------------------------------------- | --------- | ------ |
| 2022 | Premios Lo Nuestro       | Artista revelació masculí             | Ell                                       | Nominat   | [ 28 ] |
| 2022 | Premios Heat Latin Music | Millor artista sud                    | Ell                                       | Guanyador | [ 29 ] |
| 2022 | Premios Heat Latin Music | Artista revelació                     | Ell                                       | Nominat   | [ 29 ] |
| 2022 | Premios Heat Latin Music | Millor vídeo                          | «Entre nosotros (remix)»                  | Guanyador | [ 29 ] |
| 2022 | Premios Tu Música Urbano | Nou artista masculí                   | Ell                                       | Nominat   | [ 30 ] |
| 2022 | Premios Tu Música Urbano | Vídeo de l'any-nou artista            | «Entre nosotros (remix)»                  | Guanyador | [ 30 ] |
| 2022 | Premios Carlos Gardel    | Millor cançó de música urbana         | «Salimo de noche»                         | Nominat   | [ 31 ] |
| 2022 | Premios Carlos Gardel    | Millor cançó de música urbana         | «Tiago PZK: BZRP Music Sessions, Vol. 48» | Nominat   | [ 31 ] |
| 2022 | Premios Carlos Gardel    | Millor col·laboració de música urbana | «Salimo de noche»                         | Nominat   | [ 31 ] |
| 2022 | Premios Carlos Gardel    | Millor col·laboració de música urbana | «Yo sé que tú»                            | Nominat   | [ 31 ] |
| 2022 | Premios Carlos Gardel    | Millor nou artista                    | Ell                                       | Guanyador | [ 31 ] |
| 2022 | Premios Carlos Gardel    | Cançó de l'año                        | «Entre nosotros»                          | Nominat   | [ 31 ] |
| 2022 | Los 40 Music Awards      | Millor artista o grup revelació       | Ell                                       | Guanyador | [ 32 ] |
| 2022 | Los 40 Music Awards      | Millor col·laboració                  | «Nos comemos»                             | Nominat   | [ 32 ] |